# Mondo (łyżwiarstwo figurowe)
Mondo (ang. Spread eagle) – to jeden z elementów łyżwiarskich zaliczanych do elementów łączących lub ruchów w przestrzeni wykorzystywanych przy innych elementach łyżwiarskich np. przy podnoszeniach. Jest wykonywany przez łyżwiarza jadącego na obu nogach ustawionych piętami do siebie (nogi wyprostowane w kolanach). Pozycja monda może być wykonywana na krawędziach wewnętrznych (jest wtedy pochylony do przodu) lub zewnętrznych (odchylony do tyłu). Mondo jest często używane przy wejściu do wykonywania axla w jeździe indywidualnej zwiększając w ten sposób poziom trudności skoku. Pary sportowe i taneczne najczęściej wykorzystują mondo przy podnoszeniach.
Odmianą mondu jest besti squat.

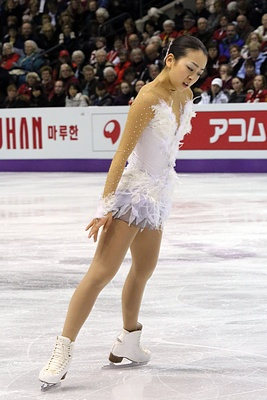
Solistki – mondo wewnętrzne (Mao Asada)
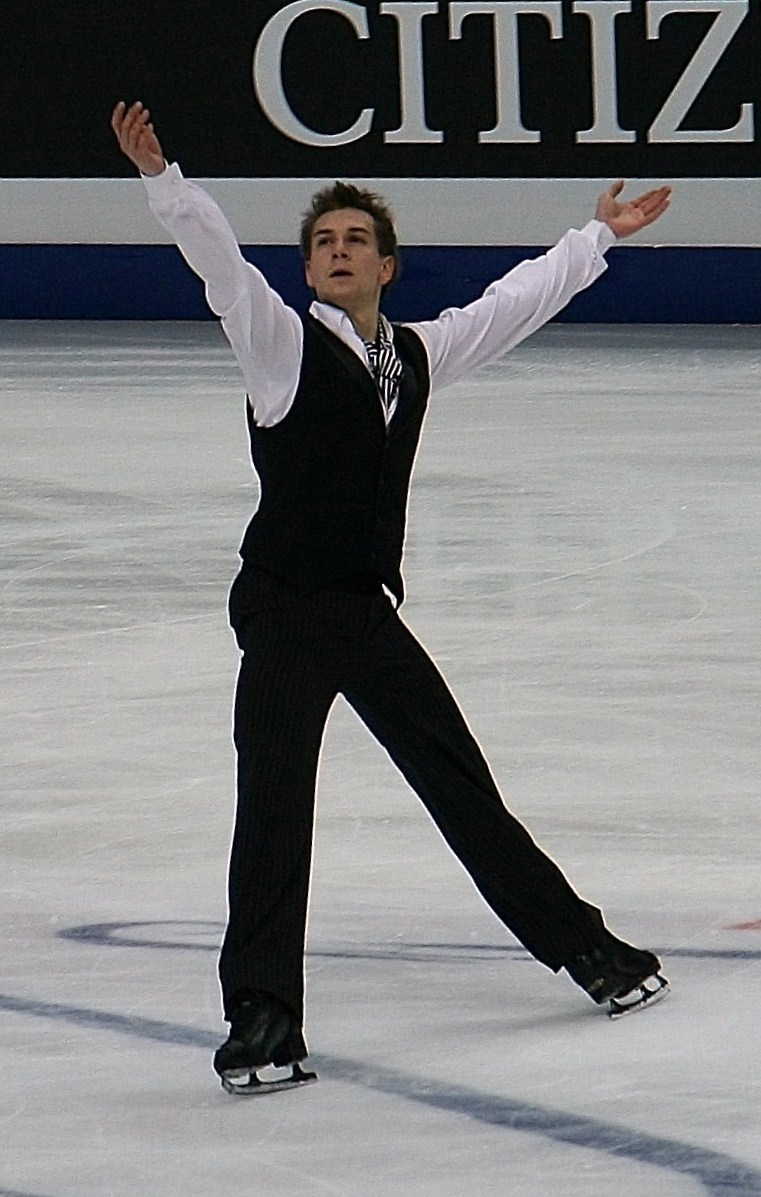
Soliści – mondo zewnętrzne (Peter Liebers)
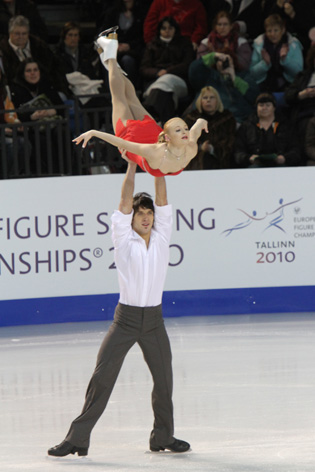
Pary sportowe – mondo podczas podnoszenia (Marija Muchortowa / Maksim Trańkow)
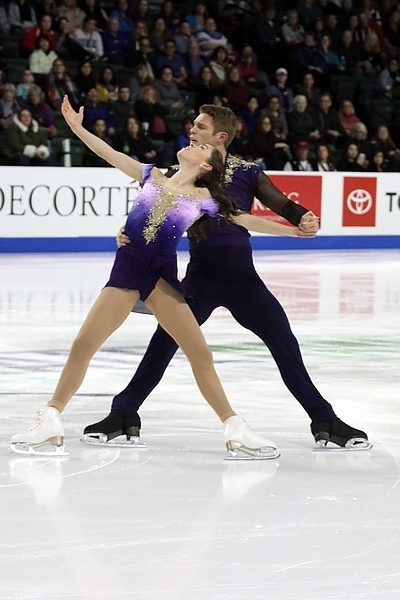
Pary sportowe – mondo zewnętrzne obojga partnerów jako element ruchów w przestrzeni (Evelyn Walsh / Trennt Michaud)
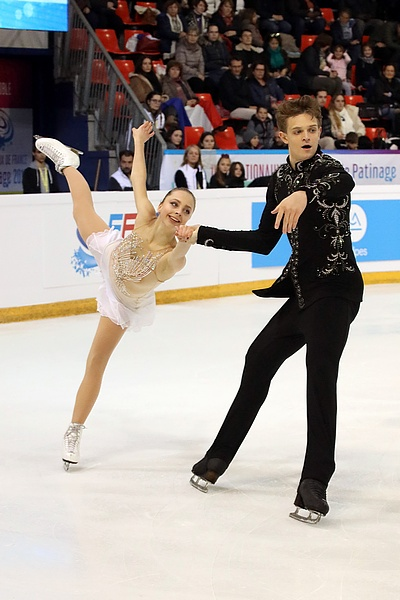
Pary sportowe – mondo zewnętrzne partnera przy wejściu do spirali śmierci (Aleksandra Bojkowa / Dmitrij Kozłowskij)
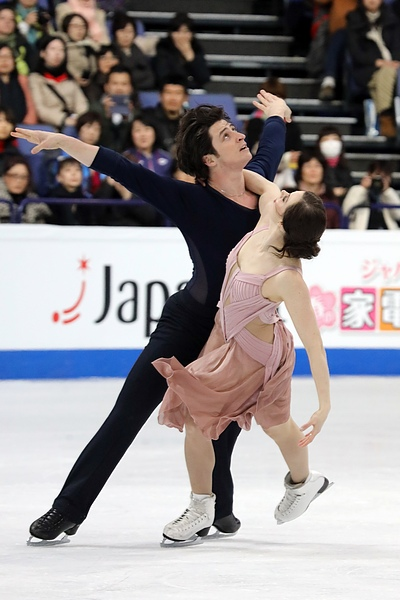
Pary taneczne – mondo wewnętrzne partnera jako element ruchów w przestrzeni (Tessa Virtue / Scott Moir)